# Micrasema punjaubi
Micrasema punjaubi är en nattsländeart som beskrevs av Martin E. Mosely 1938. Micrasema punjaubi ingår i släktet Micrasema och familjen bäcknattsländor. Inga underarter finns listade i Catalogue of Life.